# Polzoenkov
Polzoenkow (Russisch: Ползунков} is een vertelling van de Russische schrijver Fjodor Dostojevski uit 1848. De hoofdpersoon vertelt staande op een stoel een verhaal over hoe hij, de oplichter,  werd opgelicht.

## Inhoud
De hoofdpersoon vertelt zijn toehoorders een verhaal over zijn oplichting van een hoge ambtenaar.  Zelf staat Osip Michajlytsj Polzoenkow bekend als een dertigjarige bedelende  klaploper. Hij vertelt zijn toehoorders bovendien dat er bijna een mevrouw Polzoenkow was geweest.
De hoge ambtenaar Fedosej Nikolajitsj betaalt ondergeschikte Osip in ruil voor een pak belastende papieren 1500 roebel. Tevens zal Osip zijn dochter Marja Fedosejewna huwen, die onlangs door een voortvluchtige officier zwanger is achtergelaten. 
Osip denkt zijn eventueel tijdelijke schoonvader te slim af te zijn door per 1 april zijn ontslagbrief te schrijven. Maar zijn schoonvader wordt plots ernstig ziek, draagt al zijn ambtelijke taken over aan Osip, en praat 1450 roebel terug van de afgestane 1500 roebel. De ontbrekende 50 roebel wordt verrekend met een getekend voorschot. Haast is geboden want de boeken worden gecontroleerd door een revisor en de eer van de familie gaat boven alles.
Na terugbetaling van het chantagegeld herstelt Fedosej Nikolajitsj plotsklaps en stuurt zijn aanstaande schoonzoon op eigen verzoek zijn ontslagbrief. Als getuigschrift krijgt hij een briefje mee met daarop: "1 april". Zijn aanstaande stuurt hem symbolisch een geschonken vogel in een kooi terug. Zo wordt de bedrieger bedrogen en de menigte vraagt opgewonden aan de nog steeds op zijn stoel staande Osip hoe het toch afliep? Maar Polzoenkow verklaart dat hij toch echt aan het einde van zijn verhaal is.